# Екстремен метъл
Екстремният метъл е чадърен термин широко използван за хевиметъл стиловете от 80-те години. Терминът обикновено се отнася за суровите, ъндърграунд, некомерсиализирани стилове като траш метъл, блек метъл, дет метъл и дуум метъл. Спийд метъла понякога също е включван към тях.

## История
Еволюция на екстремните стилове:
- Традиционен хевиметъл (края на 60-те/началото на 70-те)
  - Нова вълна в британския хевиметъл (края на 70-те)
    - Спийд метъл (края на 70-те/началото на 80-те)
      - Траш метъл (началото на 80-те)
        - Блек метъл (средата на 80-те)
        - Дет метъл (средата на 80-те)

  - Дуум метъл (началото на 80-те)[1]